# Шахдаг
Шагда́ґ (азерб. Şahdağ, лезгин. Кас сув) — гірська вершина у північно-східній частині Великого Кавказу. Знаходиться на півночі Азербайджану.